# Півтон
Півто́н (також мала секунда) — найменший музичний інтервал, який використовується в традиційній теорії музики. Частоти двох тонів співвідносяться як 15:16 в натуральному строї й {\displaystyle 1:{\sqrt[{12}]{2}}} в рівномірно темперованому.

## Звучання
- Висхідна послідовність  C-Des
- Нисхідна послідовність  C-H

## Півтони в рівномірнотемперованому та натуральному строях
| Інтервал                       | Співвідношення частот               | В центах |
| ------------------------------ | ----------------------------------- | -------- |
| Апотома                        | 2048 : 2187                         | 113,69   |
| Діатонічний півтон             | 15 : 16                             | 111,73   |
| Велика ліма                    | 128 : 135                           | 92,18    |
| Ліма                           | 243 : 256                           | 90,33    |
| Хроматичний півтон             | 24 : 25                             | 70,67    |
| Рівномірно темперований півтон | 1 :{\displaystyle {\sqrt[{12}]{2}}} | 100      |